# Santa Cristina (Mesão Frio)
Santa Cristina ist eine ehemalige Gemeinde (Freguesia) im Kreis (Concelho) von Mesão Frio im Norden Portugals. Die Gemeinde hatte 808 Einwohner auf einer Fläche von 5,15 km² (Stand 30. Juni 2011).
Die Gemeinde stellte eine der zwei Stadtgemeinden der Kleinstadt (Vila) Mesão Frio dar (São Nicolau war die zweite). So befinden sich der mittelalterliche Schandpfahl (port.: Pelourinho), die namensgebende Kirche Igreja de Santa Cristina und das Franziskanerkloster Convento de Varatojo hier.
Im Zuge der Gebietsreform vom 29. September 2013 wurden die Gemeinden Santa Cristina, São Nicolau und Vila Jusã zur neuen Gemeinde Mesão Frio (Santo André) zusammengeschlossen.